# Jardines del Recuerdo
Jardines del Recuerdo es un cementerio, ubicado en Tlalnepantla de Baz, Estado de México. Fue fundando en 1972 por José Medleg Ríos.
La estatua colosal con el nombre de Cristo Rey ubicada dentro del lugar, se encuentra entre las estatuas más altas de México. En este panteón se albergan a algunas personalidades mexicanas y extranjeras.

## Historia
El cementerio comenzó sus construcciones gracias al matrimonio compuesto por José Medleg Ríos y María Elena Mendoza y Vidales, Medleg sería el fundador y visionario de este proyecto con el que buscaba innovar el concepto de los panteones, creando el primero integrado al paisaje y con entierros en forma vertical. El proyecto también se concretó debido a que en los años setenta no había posibilidades de adquirir servicios funerales tan fácilmente. María Elena, quien ya administraba el sitio previamente, quedó a cargo de todo después de que su esposo falleciera alrededor del año 1997.

## Personas notables sepultadas
- Fernando Bustos (1944-1979), futbolista[9]
- Manuel Buendía (1926-1984), periodista[5]
- Paul Josef Demeyere Delbaere (c. 1953-1985), director técnico de teatro belga[10]
- Gustavo Armando Calderón González	(1928-1985), locutor[11]
- Frederik Vanmelle (1935-1985), mimo y actor belga[12]
- Carlos Colorado Almazán (1964-1985), hijo de Carlos Colorado; inspiración para la canción «Latosito» de La Sonora Santanera[13]
- Carlos Colorado Vera (1934-1986), músico y compositor; fundador de La Sonora Santanera[14]
- Ana María Hernández, actriz (1893-1988)[15]
- Inés Arredondo (1928-1989), escritora[16]
- Consuelo Frank (1910-1991), actriz[17]
- Fernando Balderas Sánchez (1952-1996), periodista, asesor de la Procuraduría de Justicia del Distrito Federal, y director de la revista Cuarto Poder[18]
- Yolanda Figueroa Ojeda (1953-1996), periodista y escritora[19]
- Alonso Castaño (1929-1997), actor y actor de doblaje español[20]
- Silvestre Mercado Morales	(1939-2001), cantante; exintegrante de La Sonora Santanera[21]
- Joselito Huerta (1934-2001), torero[22]
- Enrique Alonso «Cachirulo» (1923-2004), actor y comediante[4][23]
- Guillermo Rivas «El Borras» (1923-2004), actor y comediante[24]
- Guadalupe Pérez Arias (1921-2005), cantante y actriz de doblaje[25]
- Daniel Manrique (1939-2010), artista[26]
- Rudy Casanova (1967-2010), actor cubanomexicano[27]
- Gabriel Estrella (1990-2012), actor[6]
- Pepe Bustos (1940-2019), cantante; exintegrante de La Sonora Santanera[28]
- Ifigenia Martínez (1925-2024), política, economista, catedrática y diplomática mexicana[29]
- Emilio Charles Jr. (1956-2012), luchador profesional[30]